# Glaciar Trient

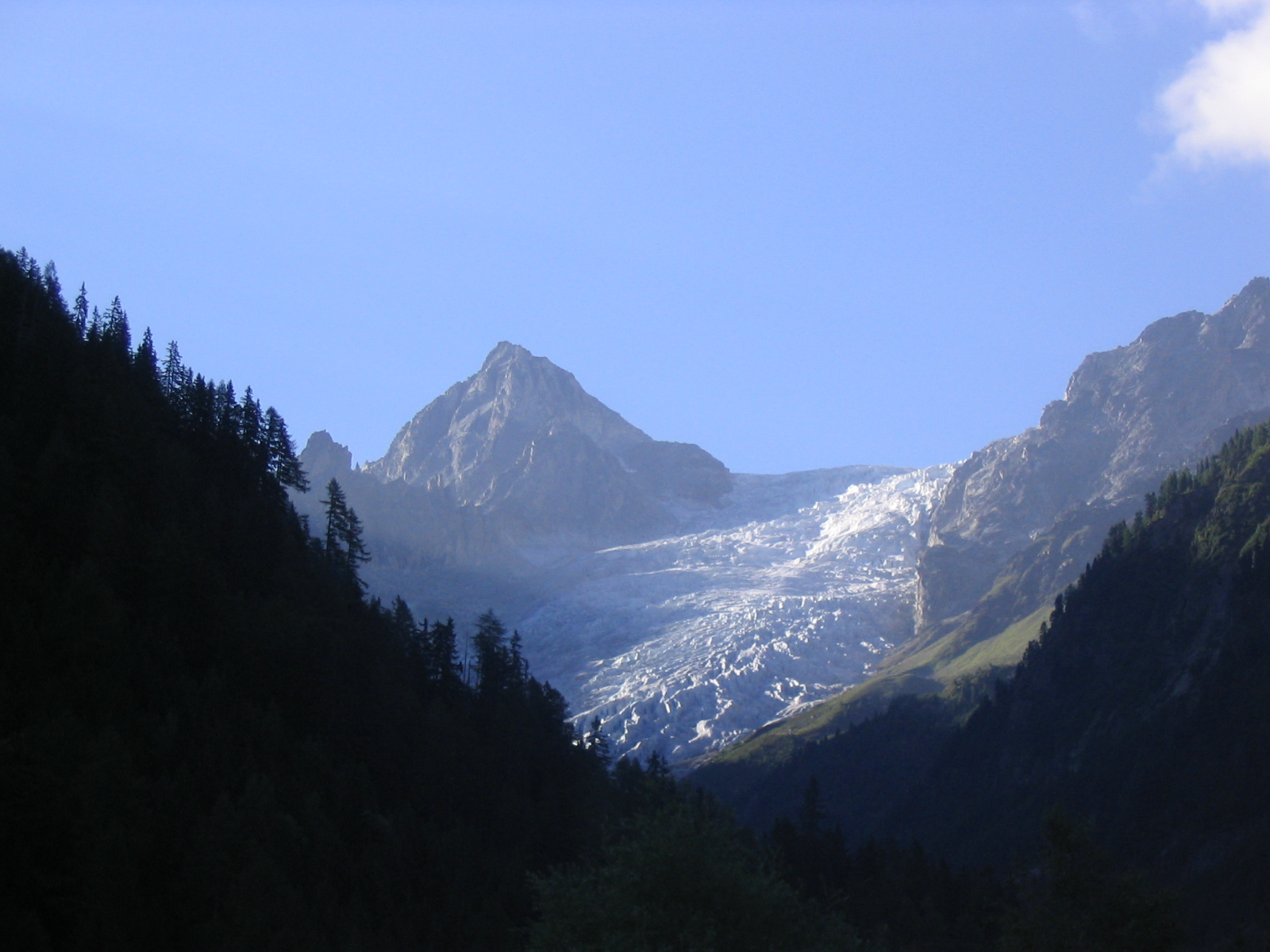
Glaciar Trient. Al fondo el pico de Orny.

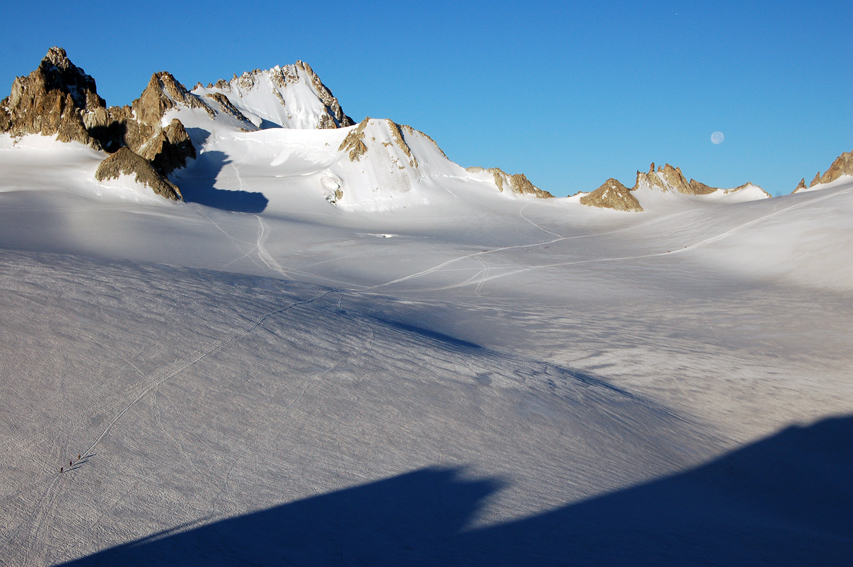
Glaciar Trient.

El glaciar Trient (del francés: Glacier du Trient) es un glaciar ubicado al sur de Martigny, en la vertiente norte del macizo del Mont Blanc en la parte más al sudoeste del cantón del Valais, en Suiza. Tiene 4 km de largo y tiene una superficie de alrededor de 6 km².
La parte superior del glaciar forma una llanada cubierta de nieve denominada "Llanada del Trient" (Plateau du Trient), situada a una altitud de entre 3000 y 3200 m s. n. m. Está rodeado por: el pico de Orny (Pointe d'Orny) al este (3271 m s. n. m.),  las Aiguilles Dorées al sur (3519 m s. n. m.) 7 la Aiguille de Le Tour al oeste (3540 m s. n. m.). Sobre esta última transcurre la frontera entre Suiza y Francia. Bajo esta llanada fluye el glaciar, que tiene unos 600 m de ancho, hacia el norte. Transcurre por una zona escarpada, con desniveles a veces superiores al 50%. La lengua del glaciar llega hasta una altura de 1800 msm, a partir de donde fluye el río Trient, afluente del Ródano.
El glaciar Trient está conectado con el glaciar Orny a través de las zonas nevadas del Paso de Orny (Col d'Orny). Hacia el sudoeste se conecta con el glaciar de Le Tour, ubicado en Francia. En la vertiente norte de la Aiguille du Tou, se extiende la superficie nevada del glaciar des Grands (2 km²) al que también está unido.
El glaciar Trient está respondiento al cambio climático de forma acelerada por su acusado desnivel. Por eso se tiene, junto con el glaciar Grindewald Superior como una especie de indicador precoz de la evolución general del los glaciares alpinos.
En la vertiente sur del pico de Orny (Pointe d'Orny), sobre la "Llanada del Trient" se ubica la Cabaña del Trient, un refugio del Club Alpino Suizo. Se utiliza como punto de partida de las ascensiones a picos y glaciares de la sección noreste del Macizo del Mont Blanc. 